# Слобозија Блањаса (Галац)
Слобозија Блањаса (рум. Slobozia Blăneasa) насеље је у Румунији у округу Галац у општини Негрилешти. Oпштина се налази на надморској висини од 45 m.

## Становништво
Према подацима из 2002. године у насељу је живело 1140 становника, од којих су сви румунске националности.